# Osbornellus consors
Osbornellus consors är en insektsart som beskrevs av Philip Reese Uhler 1889. Osbornellus consors ingår i släktet Osbornellus och familjen dvärgstritar. Inga underarter finns listade i Catalogue of Life.